# Renealmia polypus
Renealmia polypus är en enhjärtbladig växtart som beskrevs av François Gagnepain. Renealmia polypus ingår i släktet Renealmia och familjen Zingiberaceae. Inga underarter finns listade i Catalogue of Life.